# Килбак (Охајо)
Килбак (енгл. Killbuck) град је у америчкој савезној држави Охајо.

## Демографија
По попису из 2010. године број становника је 817, што је 22 (-2,6%) становника мање него 2000. године.
| Група             | 2000.       | 2010.       |
| Белци             | 831 (99,0%) | 807 (98,8%) |
| Афроамериканци    | 0 (0,0%)    | 0 (0,0%)    |
| Азијати           | 0 (0,0%)    | 1 (0,1%)    |
| Хиспаноамериканци | 5 (0,6%)    | 4 (0,5%)    |
| Укупно            | 839         | 817         |